# Toei Animation
Тоеј анимејшон (јап. 東東映アニメーション, Tōei аnimēshon) јапански је анимацијски студио, са седиштем у Токију. Подружница је корпорације Тоеј компани.
У овом студију су настали бројни анимеи, нпр. Дигимони, Сејлор Мун, Калимеро и Змајева кугла; студио је, такође, радио анимацију за бројне америчке серије: Волтрон, Трансформерси: Генерација 1 (Тоеј је анимирао већину епизода; остатак је радио јужнокорејски студио Аком, док се за епизоду Call of the Primitives верује да је анимирана у студију Ти Ем Ес ентертејнмент), као и Млади мутанти нинџа корњаче (прве епизоде).